# Qingfeng (socken i Kina, Sichuan)
Qingfeng (kinesiska: 青凤乡, 青凤) är en socken i Kina. Den ligger i provinsen Sichuan, i den sydvästra delen av landet, omkring 320 kilometer öster om provinshuvudstaden Chengdu. Antalet invånare är 11 739. Befolkningen består av 5 843 kvinnor och 5 896 män. Barn under 15 år utgör 20,0 %, vuxna 15-64 år 68 %, och äldre över 65 år 11,0 %.
Genomsnittlig årsnederbörd är 1 699 millimeter. Den regnigaste månaden är september, med i genomsnitt 337 mm nederbörd, och den torraste är december, med 12 mm nederbörd.